# 李銓 (台灣演員)
李銓（英語：Jushe Lee，1990年6月9日—），本名：李九慕，是台灣Channel V節目《模范棒棒堂》第四代成員，Choc7，也是唯一直接使用本名作為綽號的成員，擁有四分之一阿美族血統。2015年重回演藝圈，目前往演員之路邁進。

## 個人背景
擁有四分之一的阿美族血統，於2008年正式在節目模范棒棒堂中出道。

## 經歷
李銓是台灣Channel V節目《模范棒棒堂》第四代成員。因模范棒棒堂節目內要選出二軍出道，製作單位將棒棒堂6人以外的14位男孩（通稱「模範14棒」）平均分為兩組，由阿本與Terry各自擔任組長一職。兩組會進行不同項目的PK賽，藉以挑選出二軍人選。而李銓是屬於TERRY領導的「宅男塾」一員。之後，於2008年5月在節目當中正式被選中為棒棒堂二軍其中一員，成為出道藝人。二軍於2008年7月11日分別繼續以「宅男塾」及「公主幫」的名義各推出一張唱片。而他在節目中廣為人知的才藝是自學的樂器爵士鼓及吉他、以及貝斯。有阿美族血統的他，俊美挺拔的外型加上超強的鼓技，當時還被專業老師評為「18歲的天才鼓手」。
時隔幾年，李銓於2015年正式回歸演藝圈，並開始在戲劇以及電影的演出方面耕耘，個性靦腆的他希望可以透過劇中各種不一樣的人物角色去體驗不一樣的生活經歷。

## 爭議

### 逃避兵役事件
2025年王大陸才被抓包「偽造不實病歷」閃兵，由於有藝人意圖逃避兵役的前例，在檢警擴大調查之後，5月14日清晨在李銓桃園市住處遭搜索，上午在刑大偵訊約談至中午，李銓供稱花25萬元來逃避兵役，偵訊結束諭令李銓涉妨害兵役治罪條例，並移送新北地檢署後以15萬元交保。6月16日新北地檢署偵查終結，以李銓涉犯《妨害兵役治罪條例》和《刑法》等罪嫌正式起訴李銓等藝人。

## 影视作品

### 電視劇
- 2007年《黑糖瑪奇朵》 飾演：李銓（客串三集）
- 2015年《唯一繼承者》 飾演：羅海平
- 2015年《必娶女人》 飾演：江前耀大學同學
- 2017年《我的男孩》 飾演:張偉捷
- 2017年《深夜食堂》 飾演：金老師
- 2019年《我們與惡的距離》 飾演：劉伯豪

### 網路劇
- 2007年《黑糖來了》飾演：李銓（男主角）
- 2015年《校花的贴身高手》飾演：鍾品亮

### 短 片/微電影
- 2009年 董氏基金會公益宣導短片《黑潮》

### 電 影
- 2009年《愛到底》之《第六號瀏海》(客串)
- 2016年《極樂宿舍》 飾演：盧學長
- 2017年《血觀音》 飾演：棠真特助
- 2017年《帶我去月球》 飾演：阿勝（籃球隊長＋樂團成員）

### 廣 告
- 2015年《華為 G7 Plus女神機》
- 2016年《eBET手遊(代言人:波多野結衣)》
- 2016年《PopDaily 12星座男生系列)》
- 2016年《金牌台灣啤酒特務篇(代言人:蔡依林))》
- 2016年《LANEIGE蘭芝 水酷肌因智慧保濕凝凍》
- 2016年《黑松沙士險境篇》
- 2016年《Gogoro》
- 2017年《富邦ApplePay》
- 2018年《Gillette 吉列 x Free Fire》

## 主持節目
- Channel V　《模范棒棒堂》（節目成員，2007年－2009年）
- Channel V　《我愛黑澀會》（不定期出現擔任助教）
- Channel V　《VJ普普風》（不定期主持）
- Channel V　《流行In House》（不定期出現）
- Channel V　《無敵青春克》（外景主持）